# Mark Brewer
Mark Brewer (ur. 5 lipca 1989) – nowozelandzki judoka.
Uczestnik mistrzostw świata w 2013.Startował w Pucharze Świata w latach 2010 i 2012-2016. Zajął siódme miejsce na igrzyskach wspólnoty narodów w 2014. Złoty medalista mistrzostw Oceanii w 2013 i srebrny w 2011. Mistrz kraju w 2012, 2013 i 2015 roku.